# Before I Self Destruct
Before I Self Destruct — четвертий студійний альбом американського репера 50 Cent, виданий 9 листопада 2009 р. лейблами Shady Records, Aftermath Entertainment та Interscope Records. Також зняли художній фільм «Перш ніж я себе знищу», що постачався з релізом. Для просування платівки та скасованого альбому Black Magic відбувся тур The Invitation Tour.

## Передісторія
Спочатку Before I Self Destruct був запланований на 2007. 50 Cent свого часу підтвердив, що він уже закінчив 12 пісень. Попри це репер вирішив замість цього випустити Curtis, таким чином перенісши Before I Self Destruct на 2008 рік.
В інтерв'ю на червоній доріжці 50 Cent заявив, що під час роботи над альбомом, він написав сценарій, спродюсував і зняв свій режисерський дебют та що стрічка вийде одночасно з платівкою. На початку січня 2009 року з'явився попередній треклист. 50 Cent пізніше заявив, що він переробив більшу частину альбому. Наприкінці жовтня 2009 оприлюднили пісню «Crime Wave».
Початкова дата виходу альбому 4 лютого 2008, проте згодом її перенесли на березня 2008 у зв'язку з виданням Curtis у вересні 2007. Однак пізніше з інтерв'ю учасників G-Unit Тоні Єйо та Ллойда Бенкса стало відомо, що альбом мали випустити у 4-му кварталі 2008. Невдовзі 50 Cent уточнив сказане, заявивши про 9 грудня 2008.
Пізніше повідомили такі дати: 3 лютого 2009 (підтверджено самим виконавцем), 24 березня, червень. На «Jimmy Kimmel Live!» 50 Cent заявив: «другого тижня вересня я повернуся на вулиці, крихітко». З'явилися повідомлення про 11 вересня, коли також мав вийти The Blueprint 3 Jay-Z, 29 вересня, а невдовзі офіційно й про 3 листопада. Universal перенесли виходи кількох альбомів на 23 листопада, зокрема й Before I Self Destruct. Остаточна дата: 16 листопада 2009 (CD).
Реліз видали на iTunes 9 листопада о 12 ранку, у той час як фізичні копії з'явилися в крамницях 16 листопада. Оскільки альбом випустили у цифровому форматі за тиждень до виходу CD, Interscope Records звернулися до Billboard та Nielsen SoundScan, щоб ті використали постанову, прийняту у 2008, згідно з котрою лейбл може попрохати Nielsen SoundScan затримати підрахунок цифрового продажу платівки строком до одного тижня, й Billboard не вносити до чартів альбом протягом тижня, у разі якщо передчасне потрапляння до мережі призводить до збитків від продажу фізичних носіїв.

## Музика

### Концепція
50 Cent заявив MTV, що він назвав Before I Self Destruct так, бо «це [самознищення] могло насправді статися». 50 Cent описав його «похмурішим» та більш «агресивним», ніж попередні роботи.

### Продакшн
До платівки не потрапили пісні спродюсовані Річом Гаррісоном, Каньє Вестом, Play-N-Skillz, DJ Premier («Shut Your Bloodclot Mouth»), Timbaland («You Should Be Dead», оприлюднена 18 травня 2010 для безкоштоного завантаження).
Тай Фіфф опублікував на YouTube відео із зустрічі з Ша Мані XL, де той презентував біти для альбому.

## Комерційний успіх та відеокліпи
Першим синглом мала стати «Get Up», яку було видано 13 жовтня 2008 після прем'єри на ThisIs50.com [Архівовано 9 грудня 2020 у Wayback Machine.]. Другий промо-сингл, «I Get It In», випустили на початку січня 2009. Обидва треки не увійшли до альбому. На «Get Up» зняли кліп.
50 Cent анонсував офіційний сингл «Get It Hot» та кліп на «So Disrespectful». Проте плани не здійснилися. Крім кліпів на сингли «OK, You're Right», «Baby by Me» та «Do You Think About Me» існують відео на «Crime Wave», «Stretch» і бонус-трек «Flight 187».
Before I Self Destruct дебютував на 5-ій сходинці чарту Billboard 200 з результатом у 160 тис. проданих копій за перший тиждень. Оскільки реліз з'явився на iTunes за тиждень до виходу CD через потрапляння матеріалу до мережі 28 жовтня, цифрові копії (46 тис.) за перші 7 днів додали до фізичних за наступний тиждень. Таким чином наклад у період між 16 та 22 листопада становить 114 тис.
За другий тиждень у США результат становить — 66 тис. копій (20-та позиція), за третій — 30 тис. (40-ве місце), за четвертий — 23 тис. (64-те), за п'ятий — 26 тис. (67-ме), за шостий — 29 тис. (61-ше), за сьомий — 15 тис. (42-ге) За 2009 продано 349 153 копій, платівка посіла 111-ту сходинку річного чарту альбомів.
За восьмий тиждень (2010) у США результат становив 8,8 тис. копій (57-ме місце), за дев'ятий — 7,3 тис. (68-те), за десятий — 6,8 тис. (73-тє), за одинадцятий — 6,6 тис. (89-те), за дванадцятий — 8,5 тис. (73-тє), за тринадцятий — 8,1 тис. (99-те), за чотирнадцятий — 7 тис. (87-ме), за п'ятнадцятий — 8,4 тис. (64-те), за шістнадцятий — 5,8 тис. (106-те), за сімнадцятий — 5 тис. (129-те), за вісімнадцятий — 4,3 тис. (132-ге), за дев'ятнадцятий — 3,7 тис. (154-те), за двадцятий — 3,6 тис. (182-ге), за двадцять перший — 2,5 тис. (188-ме).
21 січня 2010 RIAA надала альбому золотий статус. Більшість критиків неоднозначно оцінили альбом. До видання на Best Buy увійшли два DVD з «Перш ніж я себе знищу» та біографічним фільмом про Джем Майстер Джея «2 Turntables and a Micorophone: The Life and Death of Jam Master Jay». Станом на квітень 2014 наклад у США становив 512 тис.

## Список пісень
| #   | Назва                                                | Автор                                                                                 | Продюсер(и)                       | Тривалість |
| --- | ---------------------------------------------------- | ------------------------------------------------------------------------------------- | --------------------------------- | ---------- |
| 1.  | «The Invitation»                                     | Кертіс Джексон, Тайрон Фіфф, Мануель Перез                                            | Ty Fyffe, Manny Perez (співпрод.) | 2:54       |
| 2.  | «Then Days Went By»                                  | Джексон, Даррен Біллі-молодший, Білл Візерс                                           | Lab Ox, Vikaden (співпрод.)       | 3:44       |
| 3.  | «Death to My Enemies»                                | Джексон, Андре Янґ, Марк Батсон, Тревор Лоуренс-молодший, Давон Паркер, Майк Елізондо | Dr. Dre, Mark Batson              | 3:46       |
| 4.  | «So Disrespectful»                                   | Джексон, Джастін Гендерсон, Кріс Вітакр                                               | Tha Bizness                       | 3:39       |
| 5.  | «Psycho» (з участю Eminem)                           | Джексон, Маршалл Метерс, Янґ, Лоуренс, Паркер                                         | Dr. Dre                           | 4:45       |
| 6.  | «Hold Me Down»                                       | Джексон, Дж. Ґрувер, І. Девіс                                                         | Team Ready, J Keys                | 3:19       |
| 7.  | «Crime Wave»                                         | Джексон, Дж. Фраґала, Д. Захаріас, В. Візерспун, А. Бонд                              | Team Demo                         | 3:44       |
| 8.  | «Stretch»                                            | Джексон, Рікардо Томас                                                                | Rick Rock                         | 4:07       |
| 9.  | «Strong Enough»                                      | Джексон, К. Руелас, К. Гісо, К. Макмюррей, Ґ. Джонс, П. Соєр                          | Nascent, QB da Problem            | 3:02       |
| 10. | «Get It Hot»                                         | Джексон, М. Девіс                                                                     | Black Key                         | 2:59       |
| 11. | «Gangsta's Delight»                                  | Джексон, Кехуан Мучіта, Б. Едвардс, Н. Роджерс                                        | Havoc                             | 3:14       |
| 12. | «I Got Swag»                                         | Джексон, Р. Фрейзер, В. Гатчінсон, Д. Джолікоер, К. Мерсер                            | Dual Output                       | 3:34       |
| 13. | «Baby by Me» (з участю Ne-Yo)                        | Джексон, Джамал Джонс, Шаффер Сміт                                                    | Polow da Don                      | 3:33       |
| 14. | «Do You Think About Me»                              | Джексон, Дана Стінсон                                                                 | Rockwilder                        | 3:26       |
| 15. | «OK, You're Right»                                   | Джексон, А. Янґ, М. Батсон, Т. Лоренс, Д. Паркер                                      | Dr. Dre, Mark Batson              | 3:04       |
| 16. | «Could've Been You» (з участю R. Kelly) (бонус-трек) | Джексон, А. Янґ, Р. Келлі, К. Рахман, К. Інджеті                                      | DJ Khalil                         | 4:20       |

| Бонус-трек японського видання | Бонус-трек японського видання | Бонус-трек японського видання | Бонус-трек японського видання |
| #                             | Назва                         | Продюсер                      | Тривалість                    |
| ----------------------------- | ----------------------------- | ----------------------------- | ----------------------------- |
| 17.                           | «Flight 187»                  | Phoenix                       | 4:23                          |

| Бонус-треки на iTunes | Бонус-треки на iTunes                                    | Бонус-треки на iTunes | Бонус-треки на iTunes |
| #                     | Назва                                                    | Продюсер              | Тривалість            |
| --------------------- | -------------------------------------------------------- | --------------------- | --------------------- |
| 17.                   | «Flight 187»                                             | Phoenix               | 4:23                  |
| 18.                   | «Baby by Me» (з участю Jovan Dais) (лише делюкс-видання) | Polow da Don          | 3:33                  |
| 19.                   | «Man's World» (лише бонус-трекове видання)               | Ky Miller             | 2:51                  |

| Before I Self-Destruct — The Selects | Before I Self-Destruct — The Selects | Before I Self-Destruct — The Selects | Before I Self-Destruct — The Selects |
| #                                    | Назва                                | Продюсер(и)                          | Тривалість                           |
| ------------------------------------ | ------------------------------------ | ------------------------------------ | ------------------------------------ |
| 1.                                   | «Baby by Me» (з участю Ne-Yo)        | Polow da Don                         | 3:33                                 |
| 2.                                   | «Do You Think About Me»              | Rockwilder                           | 3:26                                 |
| 3.                                   | «So Disrespectful»                   | Tha Bizness                          | 3:39                                 |
| 4.                                   | «Death to My Enemies»                | Dr. Dre, Mark Batson                 | 3:46                                 |
| 5.                                   | «Then Days Went By»                  | Lab Ox, Vikaden (співпрод.)          | 3:44                                 |
| 6.                                   | «Psycho» (з участю Eminem)           | Dr. Dre                              | 4:45                                 |
| 7.                                   | «Hold Me Down»                       | Team Ready, J Keys                   | 3:19                                 |
| 8.                                   | «Crime Wave»                         | Team Demo                            | 3:44                                 |
| 9.                                   | «Stretch»                            | Rick Rock                            | 4:07                                 |
| 10.                                  | «Strong Enough»                      | Nascent, QB da Problem               | 3:02                                 |

Примітки
- Бек-вокал на «Do You Think About Me»: Governor.

Семпли
- «Then Days Went By» містить семпл з «Ain't No Sunshine» у виконанні Майкла Джексона, оригінал: Білл Візерс.
- «Psycho» містить семпл з «The Age of Love (OPM Mix)» у вик. Age of Love.
- «Crime Wave» містить семпл з «I Can't Believe You're Gone» у вик. The Barrino Brothers та «This Is Family» у вик. Fabolous.
- «Strong Enough» містить семпл з «If I Were Your Woman» у вик. Gladys Knight & the Pips.
- «Gangsta's Delight» містить семпл з «Rapper's Delight» у вик. The Sugarhill Gang.
- «I Got Swag» містить семпл з «A Love That's Worth Having» у вик. Віллі Гатчаа; «Plug Tunin'» у вик. De La Soul.
- «Baby by Me» містить семпл з «I Get Money» у вик. 50 Cent.

## Учасники
- 50 Cent — виконавчий продюсер
- Sha Money XL — помічник продюсера
- Стів Бомен — зведення (№ 1-2, 4, 6, 8-9, 11-12, 14)
- Марк Бетсон, Давон Паркер — клавішні (№ 3,5)
- Раян Террі (Тедкінс) — бек-вокал (№ 5); клавішні (№ 7)
- Тревор Лоуренс-молодший — клавішні (№ 3, 5)
- Майк Елізондо — клавішні (№ 3)
- Dr. Dre — зведення (№ 3, 5, 16)
- Кай Міллер — зведення (№ 7, 10, 15)
- Фабіан Маращалло — зведення (№ 13)
- Кріс Ґрейсон — додаткові клавішні (№ 14)
- DJ Khalil — клавішні, програмування ударних (№ 16)
- Пранам Інджеті — гітара, бас-гітара (№ 16)
- Кріс Лайті, Баррі Вільямс — менеджмент
- Ненсі Стерн — очищення семплів
- Slang Inc. — артдирекція

## Чартові позиції
| Чарти (2009)                        | Найвища позиція |
| ----------------------------------- | --------------- |
| Австралія                           | 19              |
| Австрія                             | 41              |
| Валлонія                            | 47              |
| Велика Британія                     | 22              |
| Данія                               | 54              |
| Європа                              | 22              |
| Ірландія                            | 18              |
| Італія                              | 67              |
| Канада                              | 11              |
| Німеччина                           | 36              |
| Нова Зеландія                       | 35              |
| США                                 | 5               |
| US Billboard Top R&B/Hip-Hop Albums | 1               |
| Фландрія                            | 34              |
| Франція                             | 15              |
| Швейцарія                           | 13              |

## Сертифікації
| Країна | Сертифікація |
| ------ | ------------ |
| США    | Золотий      |

## Історія виходу
| Країна          | Дата              | Лейбл                   | Формат                                                                |
| --------------- | ----------------- | ----------------------- | --------------------------------------------------------------------- |
| США             | 9 листопада 2009  | Interscope Records      | Цифрове завантаження (iTunes)                                         |
| Німеччина       | 13 листопада 2009 | Universal Music         | CD, CD+DVD, цифрове завантаження                                      |
| США             | 16 листопада 2009 | Interscope Records      | CD, суперделюкс-видання CD+2 DVD (ексклюзивно для Best Buy)           |
| Велика Британія | 16 листопада 2009 | Polydor Records         | Стандартне видання (CD, цифрове завантаження) Делюкс-видання (CD+DVD) |
| Франція         | 16 листопада 2009 | Interscope Records      | CD, цифрове завантаження                                              |
| Японія          | 18 листопада 2009 | Universal International | CD, цифрове завантаження                                              |
| Бразилія        | 27 листопада 2009 | Universal Music         | CD, цифрове завантаження                                              |